# دیانا (هندوئیسم)

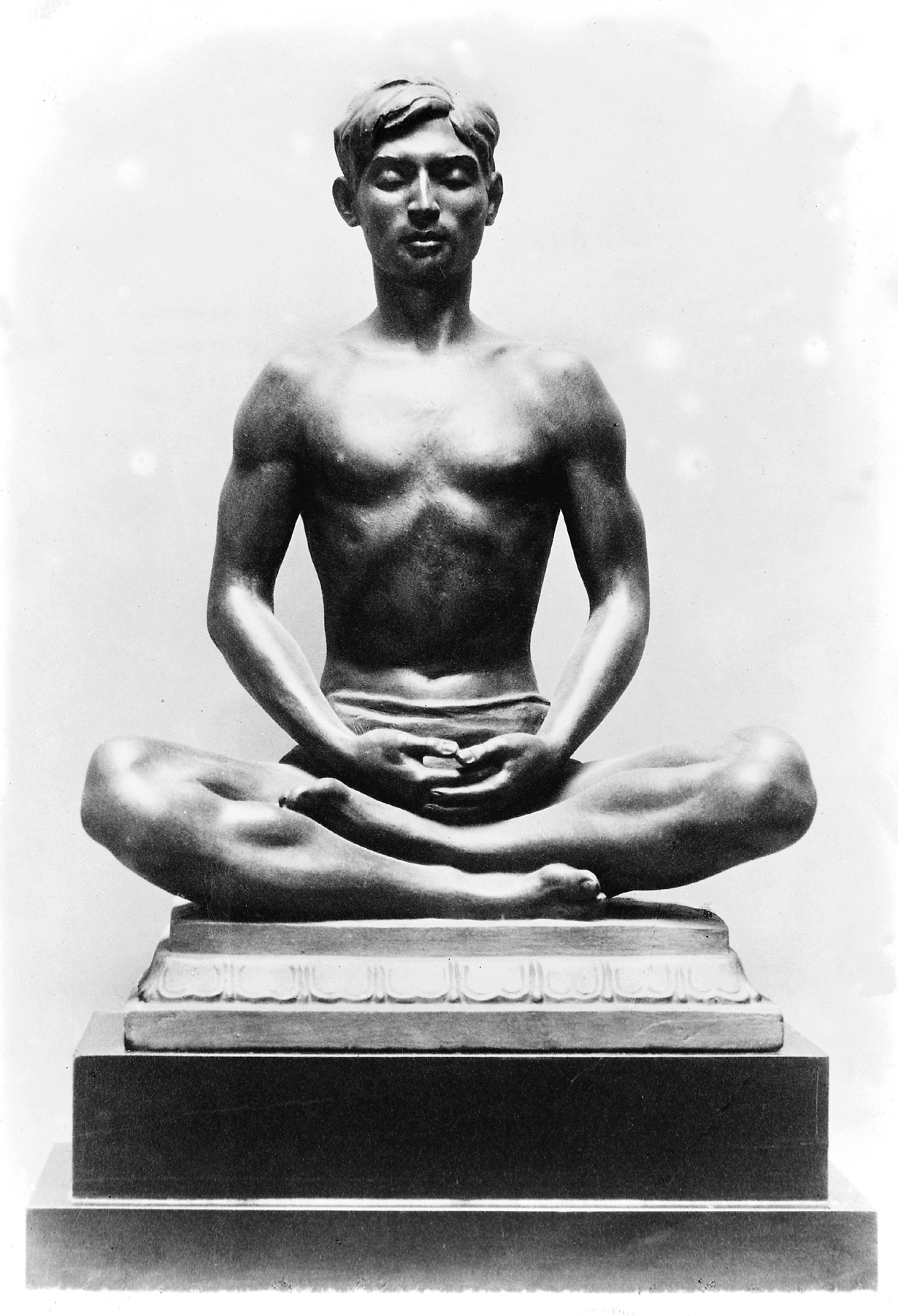
مجسمه برنزی کشمیری در مدیتیشن اثر مالوینا هافمن

 دیانا  (به سانسکریت: Dhyāna) تمرین مراقبه‌ها و راز و نیازهای عابدانه که در زبان سانسکریت به آنها دیانا و یوگا Dhyana and Yoga می‌گویند.

## تعمق ژرف
دیانا یوگا (Dhyāna) که علم مراقبت (تعمق ژرف و خلسه) و با دیدهٔ دل یا با چشم سوم (trinetra) خویش دیدن است.

## سه درجه آخریوگا
سه درجه آخر یوگا، سامیاما (samyama) نامیده شده و عبارت است از تمرکز نیروی معنوی، مراقبه و مقام وصال یا فنا فی ا لله
(Dhāraṇā - Dhyāna - Samadhi)

## دیانا و پیوست به مبدأ
حالت تفکر و مراقبه دیانا و پیوست به مبدأ یا فنا و استغراق و در نهایت ترکیب بخشیدن به وحدت انسانی و عالم.